# Cycas bifida
Cycas bifida es una especie de Cycadopsida del género Cycas, de la familia Cycadaceae, del orden Cycadales.

## Distribución
Cycas bifida se distribuye por China (Guangxi), Vietnam (Cao Bang, Lang Son, Tuyen Quang).

## Taxonomía
Fue descrita científicamente por (Dyer) K.D.Hill Fue publicado por primera vez en K.D.Hill. In: Bot. Rev. (Lancaster) 70(2): 161-163. (2004).